# Taiken Mon In no Horikawa
Taiken Mon In no Horikawa (待賢門院堀河?) fue una poetisa japonesa que vivió a finales de la era Heian. Su padre fue Minamoto no Akinaka y sus hermanas fueron Taifu no Suke y Jōsai Mon In no Hyōe. Pertenece a la lista de las treinta y seis mujeres inmortales de la poesía.

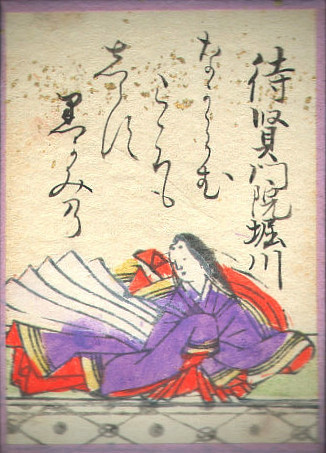
Taiken Mon In no Horikawa, en el Hyakunin Isshu.

Asistió a la Princesa Imperial Yoshiko, hija del Emperador Horikawa y recibió el nombre de Rokujō (六条?), posteriormente sirve a Fujiwara no Shōshi de Taikei Mon In, hija del Emperador Toba y recibe el nombre de Horikawa (堀河?). Hacia 1142 y 1143 participó en varios concursos de waka. Tuvo una rivalidad poética con el monje Saigyō.
Sus poemas están incluidos en las antologías Kin'yō Wakashū y Chokusen Wakashū. Realizó su propia colección personal, el Taiken Mon In no Horikawa-shū (待賢門院堀河集?). Uno de sus poemas está incluido en la lista Hyakunin Isshu.